# Pearl Harbour

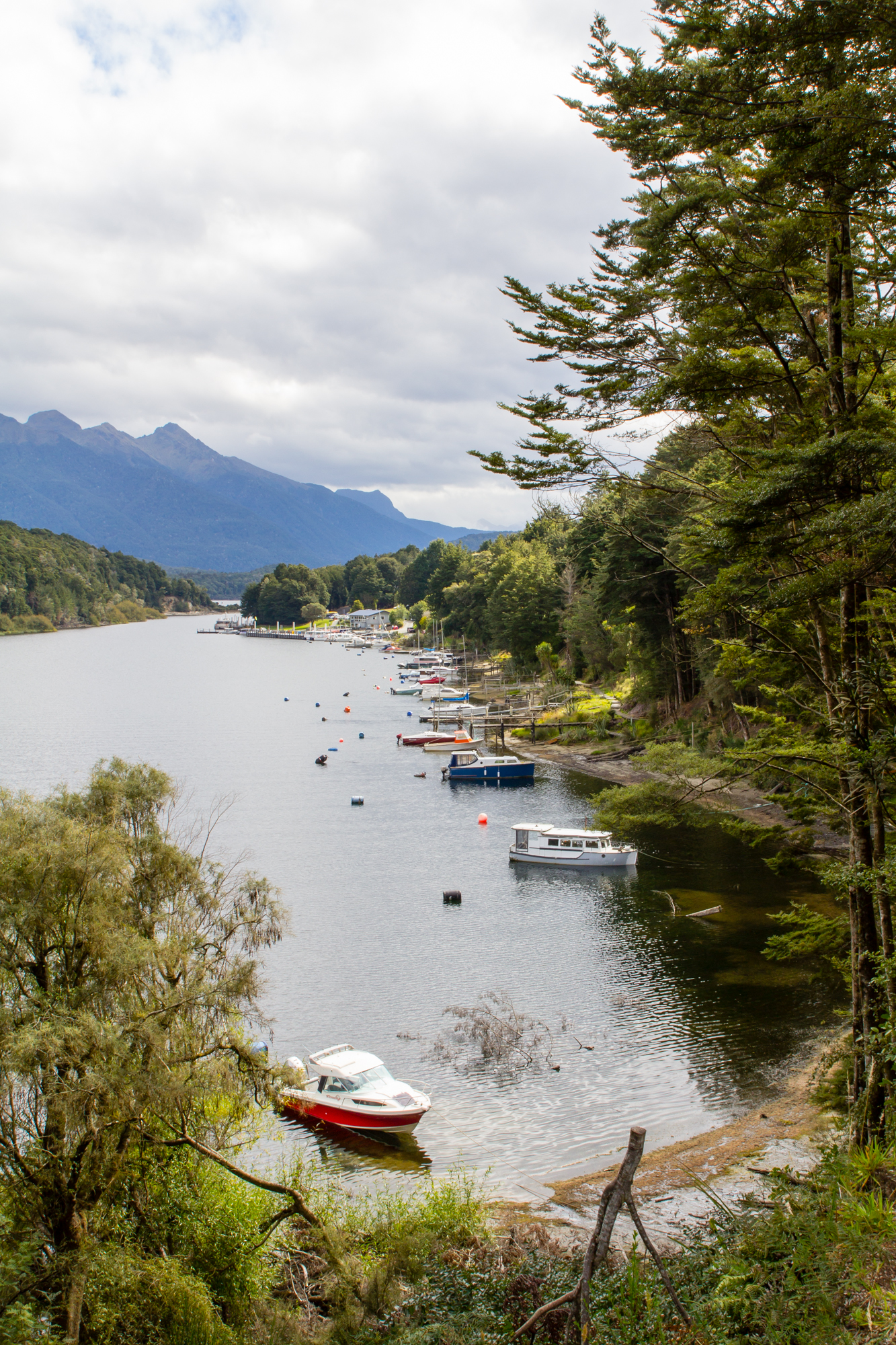
Pearl Harbour (Blick nach Nordwesten)

Pearl Harbour ist ein kleiner Naturhafen im Flussbett des Waiau River im Süden der Südinsel von Neuseeland.

## Geographie
Der Pearl Harbour genannte Teil des Flusses beginnt rund 500 m südöstlich des Abflusses des Lake Manapouri in den Waiau River und grenzt an den südlichen Teil der kleinen Stadt Manapouri. Der Flussabschnitt ist rund 700 m lang und maximal 280 m breit und die Anlegeplätze für Boote befinden sich an der nördlichen Uferseite des Flusses.

## Tourismus
Seerundfahrten oder eine Besichtigungsfahrt zum unterirdischen Kraftwerk Manapouri startet von einer Anlegestelle des Hafens aus.